# August Aichhorn
August Aichhorn, né le 27 juillet 1878 à Vienne et mort le 13 octobre 1949 dans la même ville, est un éducateur et psychanalyste autrichien.

## Biographie
Après des études de construction mécanique qui ne l'intéressent pas, August Aichhorn se tourne vers la profession d’instituteur, puis se consacre assez rapidement à l’éducation spécialisée auprès de jeunes délinquants. En 1918, il est nommé directeur de l’institution Ober-Hollabrunn, en Basse-Autriche.
L’institution est alors installée dans des baraquements précaires qui avaient servi de refuge aux populations en exode pendant la guerre. 
Ce centre est se soucie de l'éducation, une éducation dont le principe est le Fürsorge, « le souci pour ».
Il s'engage en faveur d'une éducation guidée par le souci de soi et d’autrui, une éducation qui traite la pente à la jouissance immédiate, en passant par toutes les formes de médiation sociale, notamment la parole et le langage. Il s’occupe également d’un centre, Saint-André, situé sur la Traise. En 1920, la municipalité de Vienne lui demande de prendre la direction d’une autre institution à Eggenburg près de Vienne. Dans les centres que dirige Aichhorn sont accueillis des adolescents issus de familles pauvres. C’est à partir de ces diverses expériences qu’Aichhorn construit ses repères d’une éducation du « souci de soi et d’autrui », et qu’il en rend compte dans dix conférences publiées en 1925, sous le titre de Verwahrloste Jugend (Jeunesse à l'abandon). Ces conférences sont publiques et ouvertes aux citoyens viennois. Dès 1922, Aichhorn devient membre de la Société psychanalytique de Vienne  et crée, avec Siegfried Bernfeld et Wilhelm Hoffer, un groupe de réflexion sur les problèmes de délinquance infantile et délinquance juvénile. Il estime que les agissements antisociaux des jeunes sont l’équivalent du symptôme dans la cure. Il fonde les principes d’une éducation basée sur la technique analytique à partir d’un repérage du transfert dans la relation éducative.
En 1932 il prend sa retraite et exerce comme analyste libéral. En 1938, il se prépare à quitter Vienne devant la menace nazie mais il ne peut le faire car son fils est arrêté et déporté comme prisonnier politique à Dachau. Il accepte de diriger la formation à l'Institut Göring créé par Matthias Göring à Berlin, en 1936. Bien que l'exercice de la psychanalyse soit interdite sous le régime nazi, il organise dans la clandestinité avec Alfred Fleiter von Wintestein les rencontres d’un petit groupe autour des questions de psychanalyse, malgré la surveillance de la Gestapo.
Après la guerre, August Aichhorn devient responsable de la Société psychanalytique de Vienne, qu’il dirige jusqu’à sa mort en 1949.

## Publications
- Jeunes en souffrance, Nîmes, Champ Social, 2002. (réédition de l'ouvrage de 1925, Jeunesse à l'abandon, Toulouse : Privat, 1973), texte préfacé par Sigmund Freud.
- « L'éducation non violente », in François Marty et Florian Houssier (dir.), Éduquer l'adolescent ?, Nîmes, Champ Social , 2007, p. 169-185.
- « La pédagogie psychanalytique viennoise », in François Marty & Florian Houssier (dir.), Éduquer l'adolescent ?, Champ Social Éditions : Nîmes, p. 187-200 (commentaire par T. Aichhorn du texte de son père édité dans le même recueil, voir ci-dessus).